# کلود باکنهام

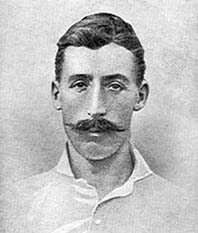
کلود باکنهام در سال ۱۹۱۱

کلود باکنهام (انگلیسی: Claude Buckenham; ۱۶ ژانویهٔ ۱۸۷۶ – ۲۳ فوریهٔ ۱۹۳۷) بازیکن فوتبال و بازیکن کریکت اهل بریتانیا بود.
وی به‌همراه تیم فوتبال المپیک بریتانیای کبیر به مدال طلا مسابقات فوتبال در بازی‌های المپیک تابستانی ۱۹۰۰ دست پیدا کرده‌است.